# 美少女ゲームの臨界点
『美少女ゲームの臨界点』（びしょうじょゲームのりんかいてん）は東浩紀が責任編集を務めたビジュアルノベル評論誌。
2004年夏と冬のコミックマーケットで販売された同人誌だが、2003年12月から2005年1月にかけて配信されたメールマガジン「波状言論」の増刊号として刊行された。ISBNが付記され、一部の一般書店でも販売されていた。
『AIR』『CLANNAD』（Key）を中心に、美少女ゲームの物語性に着目した批評や座談会で構成されているが、論調などは美少女ゲーム情報誌『Colorful PUREGIRL』の影響を強く受けており、同時発売の『はかぎくす!!』はその休刊を大きく取り上げていた。
一方で、KeyやLeafの「セカイ系」とも呼ばれていたシナリオ重視型作品を極端に贔屓し、それ以前の美少女ゲームの代表的作品をほとんど無視していることや、「新伝綺」のキャッチフレーズで『ファウスト』の主力となりつつあったTYPE-MOONを批判していたことから、「葉鍵史観」と強く批判された。そのため、『美少女ゲームの臨界点+1』ではニトロプラスから虚淵玄、でじたろう、鋼屋ジンを加え、論の補強を図っている。
座談会の一部は、講談社BOXから刊行された『批評の精神分析 東浩紀コレクションD』に再録されている。
執筆陣のうち、夜ノ杜零司と夜ノ杜双成は変名での参加となっている。編集には当時の「波状言論」スタッフであった佐藤心、前島賢、丹羽洋介などが参加していた。

## 刊行リスト
- hajou books 1 波状言論臨時増刊号『美少女ゲームの臨界点　HAJOU HAKAGIX』
  - 波状言論（東浩紀個人事務所）、2004年8月 - ISBN 4990217705
  - 東浩紀、ササキバラ・ゴウ、佐藤心、更科修一郎、原田宇陀児、元長柾木、夜ノ杜零司、装画：新海誠
  - 小説 夜ノ杜零司（よのもり れいじ）「えいえんはないよ。いや嘘たぶんあると思うよ。」
- hajou books 1.1 『はかぎくす!!』
  - 波状言論（東浩紀個人事務所）、2004年8月 - 同人誌（コピー誌）、『美少女ゲームの臨界点』と同時発売
  - 東浩紀、加野瀬未友、佐藤心、更科修一郎、丹羽洋介、夜ノ杜双成
  - 小説 東浩紀「デスイラストーリー　萌えと愛と脳内と（Death編）」
  - 小説 夜ノ杜双成（よのもり ふたなり）「夜ノ杜サーガ　ラヴレター・フロム・チェーンソー・マン（圧縮版）」
- hajou books 2 『美少女ゲームの臨界点+1』
  - 波状言論（東浩紀個人事務所）、2004年12月 - ISBN 4990217713
  - 東浩紀、虚淵玄、加野瀬未友、ササキバラ・ゴウ、佐藤心、更科修一郎、でじたろう、鋼屋ジン、前島賢、元長柾木、夜ノ杜零司、装画：和錆